# Jean-Claude Pagal
Jean-Claude Pagal es un exfutbolista camerunés.  

## Selección nacional
Fue internacional con la selección de fútbol de Camerún, jugó 17 partidos internacionales.

### Participaciones en Copas del Mundo
| Mundial                        | Sede   | Resultado        |
| ------------------------------ | ------ | ---------------- |
| Copa Mundial de Fútbol de 1990 | Italia | Cuartos de final |

## Clubes
| Club                     | País       | Año       |
| ------------------------ | ---------- | --------- |
| RC Lens                  | Francia    | 1982-1989 |
| La Roche Vendée Football | Francia    | 1989–1990 |
| AS Saint-Étienne         | Francia    | 1990-1993 |
| FC Martigues             | Francia    | 1993-1994 |
| Club América             | México     | 1994-1995 |
| R.F.C. Seraing           | Bélgica    | 1995-1996 |
| Carlisle United          | Inglaterra | 1997-1998 |
| Sliema Wanderers FC      | Malta      | 2000-2001 |
| Tiko United              | Camerún    | 2008-2009 |